# 대진항 (삼척시)
대진항(大津港)은 강원특별자치도 삼척시 근덕면 동막1리에 위치한 어항이다. 어촌정주어항으로 지정하여 관리하고 있다. 관리청은 삼척시, 시설관리자는 삼척시장이다.

## 어항구역
본 항의 어항구역은 다음과 같다.
- 수역: 방파제시점 북서방향 20m기점(X=429,792, Y=200,197)에서 남동 82°방향으로 170m(X=429,770, Y=200,365), 이점에서 남동 33°방향으로 190m(X=429,611, Y=200,469), 이점에서 남서 54°방향으로 80m(X=429,564, Y=200,404) 이점에서 정서방향으로 85m(X=429,564, Y=200,319) 그은 선이 해안선과 맞닿는 선내의 공유수면 (45,000m2)[1]

## 개발계획
2005년 12월 28일 고시된 어항개발계획은 다음과 같다.
- 방파제 359m, 방사제 75m, 물양장 210m, 호안 60m, 해안도로 56m, 매립 2,300m2